# Syngrapha composita
Syngrapha composita là một loài bướm đêm trong họ Noctuidae.